# یوشیما سوگا
یوشیما سوگا (انگلیسی: Yoshima Suga؛ زادهٔ ۲ ژانویهٔ ۱۹۴۷) کشتی‌گیر اهل ژاپن بود.